# Координація (кристалохімія)
Координа́ція (рос. координация, англ. coordination, нім. Koordinierung f) — кристалохімічне поняття про співвідношення структурних одиниць (атомів, йонів) у структурі мінералу.
Координація визначається природою і розмірами самих структурних одиниць і взаємодією між ними. Різні типи К. можуть бути представлені багатогранниками (тетраедрами, октаедрами, кубами, кубооктаедрами та інше), які називаються координаційними поліедрами, і координаційним числом — кількістю найближчих структурних одиниць протилежного знака, які розміщуються навколо будь-якої з них.
У мінералах найпоширеніші координаційні числа — 3, 4, 6, 8, 12.